# さよならアメリカ さよならニッポン/無風状態
「さよならアメリカ さよならニッポン / 無風状態」（さよならアメリカ さよならニッポン / むふうじょうたい）は、1973年2月25日に発売されたはっぴいえんど通算3作目のシングル。

## 解説
「さよならアメリカ さよならニッポン」「無風状態」両曲ともアルバム『HAPPY END』からのカット。「さよならアメリカ さよならニッポン」は、後に1985年開催の国際青年年記念イベント「ALL TOGETHER NOW」での12年ぶりのライヴ・ステージで演奏され、ライブ・アルバム『THE HAPPY END』に収録された。
「さよならアメリカ さよならニッポン」は、後に大瀧詠一が語るところでは、「曲がなくなり、コード進行だけ決めて2拍子でやっていたところにヴァン・ダイク・パークスがやってきて、リズム・アレンジを始めてあれよあれよという間にあの曲になった」という作品。『HAPPY END』のレコーディングはロサンゼルスで行われたが、大瀧はソロ・アルバム『大瀧詠一』制作直後ということもあって、作品を用意できずにいた。現地に到着後、その事実を大瀧から打ち明けられた松本隆は、レコーディングにはドラムスに専念することと鈴木茂の作品以外には歌詞を提供しないという意向だったが、マネージャーだった石浦信三に連絡を取り、国際電話で送ってもらった歌詞を提供し、「田舎道」「外はいい天気」の2曲が作られた。そして3曲目をレコーディングの最中にパークスが突然スタジオに現れ、はっぴいえんどのメンバーと共作することになった。
このときの体験を後に、本作のレコーディングでの最大の収穫だったと話す細野晴臣は「べつにこっちから頼んだわけじゃないんです。日本からバンドが来ているという話を聞きつけて、彼がやってきた。ミキサーと友だちだったらしくて、ローウェル・ジョージも連れて遊びにきたんですよ。一緒にやりたいって。演説からはじまるんです。日本の天皇はどうのこうのとか言い出して。当時はしらふなときがなかったらしくて、困った人だという印象があってね。セッションも任した以上、彼が仕切るんです。我々が彼のいうとおりに演奏するわけです。それがリトル・フィートのレコーディングのセッションとダブッて、ああ、すごいいい経験していると、自分たちがね。これは快感だなと。このアレンジの仕方が。これは不思議だと思って。レコーディングの新しい局面というか、そこで我々は非常にブレークスルーしたわけですね。我々というか、大瀧とか僕のなかでは非常に強かったと思う。僕は興奮しましたね。ヴァン・ダイクは当時16ビートを基本にしてカリプソをやっていたわけで、いわゆるポリリズムですよね。アヴァンギャルドですね。歌詞は、これ以上つくるのはやめようっていうことを、みんなで決めたんです。面倒くさくなるから。事をなるべく荒立てないように。なるべく簡単な曲にして。というのは、ヴァン・ダイクは困った人だというのが定評だったし。なるべくシンプルにしてと。はからずしてミニマルになったわけですけれども」「音の扱い方というのかな、リズムと音との扱い方。詞があって曲があってだけじゃすまされない、何か音楽の世界というのを体で感じた。というのは、ヴァン・ダイクが指示して、我々が自分たちで演奏したせいだと思うんですよ。外から見ていただけじゃわからないですから。例えばリトル・フィートも見てただけですごいと思うとは思うけど、何がどうなっているんだかわからなかったんです。そういうビートの問題とか音の扱い方が、わりと立体的に視野のなかに見えてきたというかな。それまでは僕たちも。音にこだわっていたとはいえども、非常に日本的なこだわり方でね。絵巻物を描くように音楽を作っていた。ここでこうなって、ここに葉っぱを描いてとか、ここに蛙が飛んでとか、そんなような作り方をしていたんですよ。時間軸に沿って並べていく。奥行きの遠近法のことはあんまり問わない。インスピレーションも、単に、ここに蛙を跳ばそうというインスピレーションしか出てこないんです。ただ、その跳ばし方に、わりと日本的な技があったりね。線の描き方とか。そういうところに非常にこだわっているところがあったんですけど、ヴァン・ダイクのセッションのときには次元が違ったんです。音楽をやっている次元が。西洋の遠近法みたいな。インスピレーションの使い方が違うんですよ。 魔術のように僕たちには感じられて、そのときはわからなかったものを、その後、自然に会得していったというか」と、インタビューで答えている。
大瀧も後年、「2拍子でコード進行はGとDだけのリズム・ギターを俺が録音していた時、と言っても曲の体をなしてなくて、細野さんも松本もつかみあぐねていた感じの時に、ヴァン・ダイク・パークスが現れた。エノケンみたいに背の低い人が、突然スタジオに現れて“アイ・ライク・イット! アレンジさせろ”とかなんとか。そして<英雄と悪漢>の人による、得も言われぬ完璧なウェスト・コースト・サウンドができあがるわけだ。俺たちは、オケができた段階で歌だけ入れて帰ってきたから、あの曲がこんなになるなんて…。山のように楽器がダビングされているけど、全部あの人たちが勝手にやったんだ。まともな神経ではない。考えてみれば、ヴァン・ダイクは時の氏神だよね。このおかげで俺の3曲目はできたわけだけど、コード進行を決めただけで自分の曲だと主張するのもナンだと思って、全員の名前をクレジットした。いずれにせよあれは、ウェスト・コースト・サウンドを志向したはっぴいえんどの最後の曲にはふさわしいよ」と語っている。
そして、歌詞は出来上がった作品を前に待機するメンバーの前で、松本が即座に表題になった歌詞を書き上げた。松本は「向こうである若いミュージシャンに、君たちは日本から僕たちの仕事を取りに来るのかと言われたことがあってね。その一言で、僕はすごくアメリカに幻滅を感じた。それまで憧れていた風船がヒュンとしぼんで、それが<さよならアメリカ さよならニッポン>になった。ヴァン・ダイクが単純な繰り返しのフレーズを考えてくれと言った。で、みんな卓の前にずらっと並んで待ってるから、瞬間芸で何十秒かで考えた。でもそれが深かったね。後の生き方をすごい変えた」という。パークスには歌詞の内容を“グッバイ・アメリカ、グッバイ・ジャパン”というふうに説明したというが、細野によれば「彼は単に日本へ帰るからそういう歌を作ったんだろうって言うんです。そうじゃない、日本へも帰らないんだって言ったら、何を勘違いしたか、メキシコへ行けばいいって。がっかりしてね。こんなにも分からないものかと思った。日本語が分らなくても、はっぴいの詞は分るって言ってくれた人もあったけど、どこまで分ってるのかは疑問だと思う。僕たちのやってるのはアメリカでもないし、日本でもないって感じがすごく強く残ってるんです。混沌としているというか、何やったらいいか分らなくなって来たところもあるし」と言い、「ひとつの決意というより、あきらめなんだけど、僕らの実感なの。日本でやってた時に、ジャーナリストから僕たちが考えてもみなかったことをいろいろつつかれたからね。“なぜ、日本語でやってるんですか”とか。で、自分たちの故郷はロサンゼルスだと思って行ってみたら、そこでも日本語というものに違和感があるのね。だから、ちょうどアメリカと日本の中間に自分がブワーッと漂ってるような気持ちになってきちゃったんだ。あの曲には、そんな思いが込められてるんだけど」とも話している。
「無風状態」は詞・曲とも細野が手掛けた作品。細野は「曲のアイディアは、元々あったのかもしれないけど。どこで作ったんだろう? 現地で書いたのかもしれない、詞の内容からすると」という。主人公が西へ向かって航海をするという内容の歌詞については「もう解散しようという気持が決まってて、アメリカ旅行だというんで、無理矢理レコーディングしたような状態でできたレコードなんで、わりとクールだったんですね。お互いの関係もいっときほど親密じゃなくて、例えば松本の家に入りびたったりとかあんまりしなくなっている時代で、音楽がどんどんプライベートになりつつあった。“無風状態”というのは、そんなバンドのことを考えながら作った。わりと状況論的な比喩だったんです。はっぴいえんどで自分たちが何やってるのかわからなくなってきて、それで突然、船を降りちゃうんですけどね。“奴はエイハブ 気取って 海をひとかき”という詞があって、それは自分のことだったんですよ。自分をシニカルに見ているとそういうふうに見えたんです。ところが大瀧は“あれは自分のことだろう”というんです。自分って大瀧君のことです。“僕を責めているんじゃないか”と、彼は非常に傷ついて、詞を使って攻撃されていると思って、非常に落ち込んでいたんです。それを、野音の帰りか何かにいわれて、ええっ? と思ったことがある。ああ、そうか。それほど彼は繊細になっているのかと思って」「（大瀧に説明したかとの問いに）いや、違うよといっただけなんだけど。これはナゾにしといたほうがいいかなとかって」とインタビューで答えている。

## リリース
アナログ・シングルの復刻盤が2000年リリースの『ベルウッド 7インチボックス』に収められたほか、2017年には“ベルウッド・レコード設立45周年記念、7インチ復刻シリーズ（第三弾）”として限定盤にてリリースされた。なお、発売を記念してディスクユニオンでは、全9タイトル購入特典として7インチ収納BOXがプレゼントされた。

## カバー
「さよならアメリカ さよならニッポン」を細野が新たに録り下ろし、2021年11月3日に「Sayonara America, Sayonara Nippon」のタイトルでデジタル配信リリース。同曲は、同年11月12日より劇場公開される細野のライブドキュメンタリー映画『SAYONARA AMERICA』のテーマ曲。

## アートワーク
ジャケットは『HAPPY END』の裏ジャケットの緑色を配し、その中心には、表ジャケットに使われた抱き合う男女の写真がハート型にトリミングされている。また、中には“ベルウッドレコード・クラブ会員募集”のチラシが封入されていた。

## 批評
「さよならアメリカ さよならニッポン」について、田口史人は「当時の日本のロックを象徴するこのタイトルは、ロックの日本語/英語論争の正に渦中にあった彼らの最後として、これほどふさわしいものはない。アルバムは実質解散後のものかもしれないが、はっぴいえんどの最後は、絶対この曲でなくてはならない」と記している。また、「無風状態」は立川芳雄が「“定住を拒む人間”としての細野晴臣のあり方を象徴するもの」と評し、「<無風状態>のなかに登場する、異国の“土と木の実”をもって“都市の海まで”航海する船長の姿は、さまざまなジャンルの音楽を私たちに紹介してくれる細野そのもの。しかもこの曲は、後の彼のいわゆるトロピカル三部作につながるようなエキゾチシズムも感じさせる」と記している。

## 収録曲

### SIDE A
1. さよならアメリカ さよならニッポン
  - 作詞：はっぴいえんど、作曲：はっぴいえんど & VAN DYKE PARKS
  - ARRANGEMENT : VAN DYKE PARKS

### SIDE B
1. 無風状態
作詞 · 作曲：細野晴臣 ※“オウム” inspiration by 松本隆

## リリース日一覧
| 地域 | タイトル                                     | リリース日    | レーベル                           | 規格               | 品番       | 備考                                                                     |
| ---- | -------------------------------------------- | ------------- | ---------------------------------- | ------------------ | ---------- | ------------------------------------------------------------------------ |
| 日本 | さよならアメリカ さよならニッポン / 無風状態 | 1973年2月25日 | Bellwood ⁄ KING                    | 7"シングルレコード | OF-10      |                                                                          |
| 日本 | さよならアメリカ さよならニッポン / 無風状態 | 2000年3月18日 | Miracle Music ⁄ ULTRA DISTRIBUTION | 7"シングルレコード | MM-7001~10 | 『ベルウッド 7インチボックス』の一枚。                                   |
| 日本 | さよならアメリカ さよならニッポン / 無風状態 | 2017年9月6日  | FUJI                               | 7"シングルレコード | FJEP1009   | ベルウッド・レコード設立45周年記念 7インチ復刻シリーズ（第三弾）の一枚。 |